# Градински карамфил
 Тази статия е за градинското цвете.  За подправката вижте Карамфил (подправка).  За други значения вижте Карамфил (пояснение).
Градинският карамфил (Dianthus caryophyllus) е покритосеменно растение с родина Близкия изток, което се култивира в продължение на 2000 години. Първоначалният му естествен цвят е с розов оттенък, но по-късно са получени културни видове в други цветове, включително червен, бял, жълт и зеленикав.
Въпреки ча първоначално името „карамфил“ е използвано само за вида Dianthus caryophyllus, то често се употребява за други видове Dianthus, особено за градински хибриди между D. caryophyllus и други видове от рода.
Карамфилите имат дълги зелени стъбла. Цветовете им са различни – жълти, червени, бели, оранжеви. Ако се отглежда както трябва, карамфилът живее близо 3 месеца. Обича светлината, топлината и водата.